# ملعب كيم إل سونغ

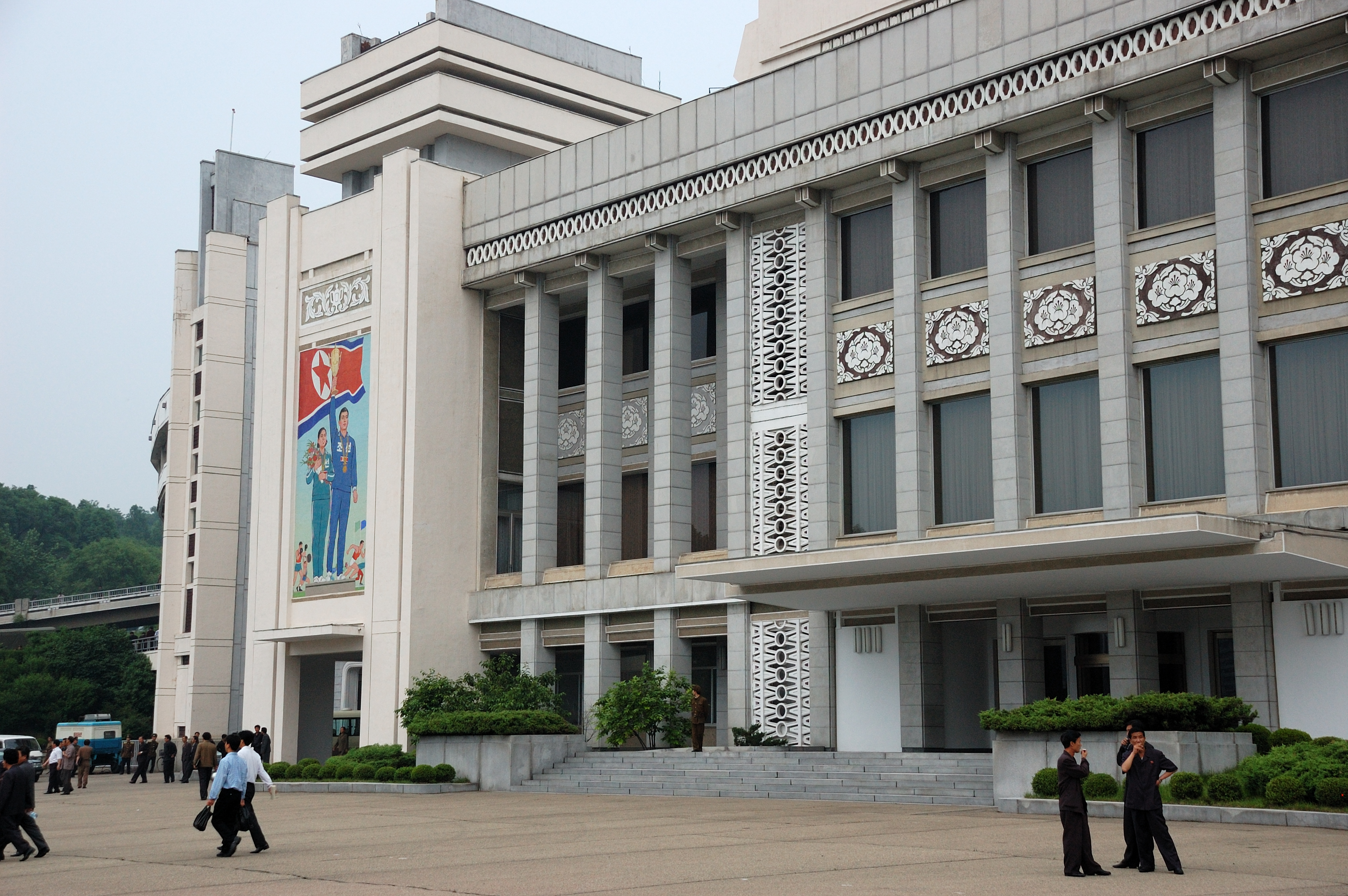
الملعب من الخارج

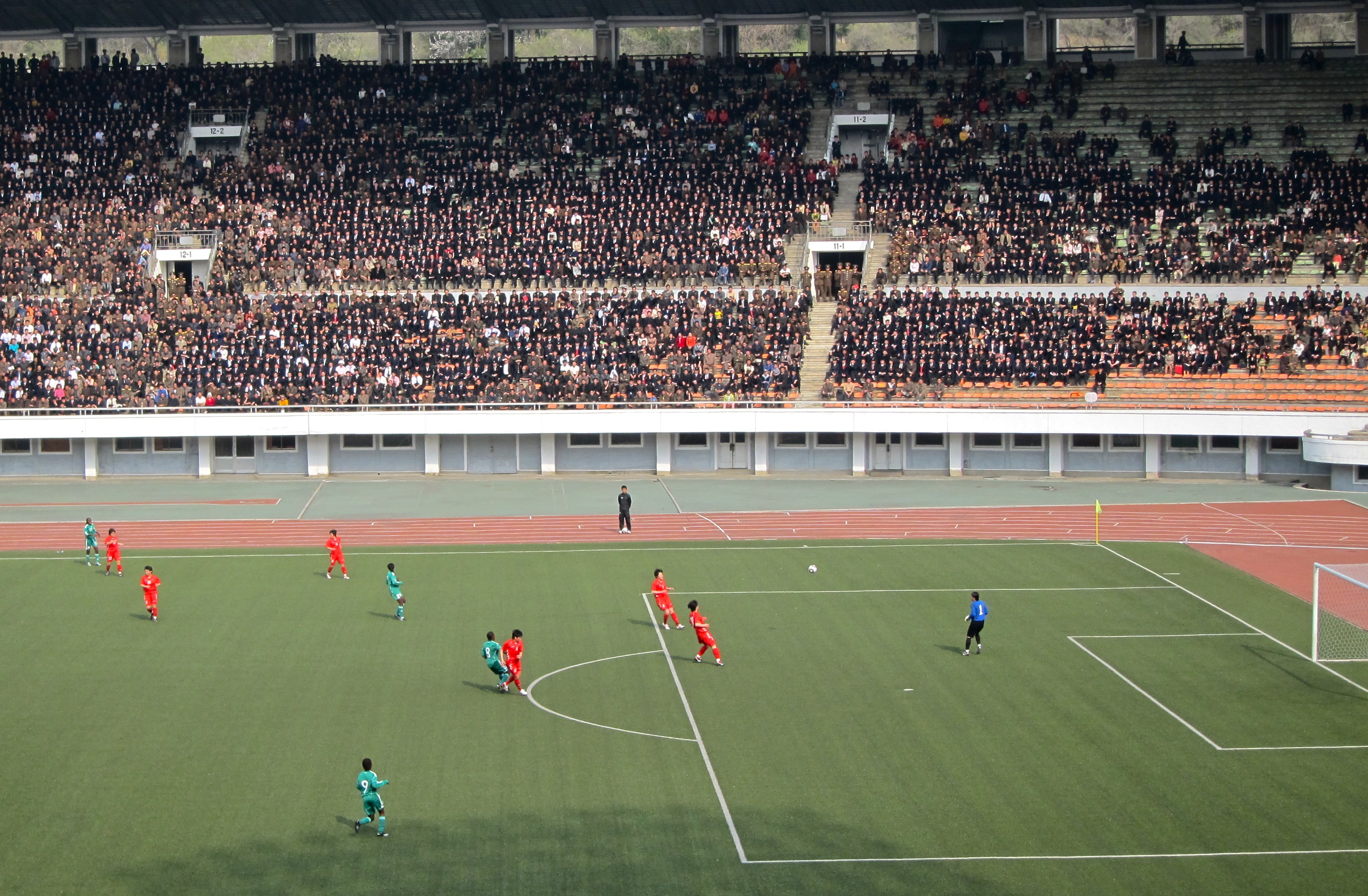
الملعب من الداخل أثناء مباراة ودية نسائية بين كوريا الشمالية ونيجيريا

ملعب كيم إيل-سونغ هو ملعب متعدد الاستخدام يقع في بيونيانغ عاصمة كوريا الشمالية. غالبا ما يتم استخدامه لمباريات كرة القدم. يسع الملعب لجلوس 50 ألف متفرج. يعتبر الملعب الرسمي الذي يخوض فيه منتخب كوريا الشمالية مبارياته الدولية. تم بنائه في سنة 1945 ثم تم تجديده مرتين الأولى في سنة 1969 والثانية في سنة 1982.